# Webster Cullison
Webster Cullison (Baltimora, 18 febbraio 1880 – Glendale, 7 luglio 1938) è stato un regista statunitense.

## Biografia
Nato a Baltimora, nel Maryland, esordì nella regia nel 1913 con un cortometraggio dell'Eclair American. Nella sua carriera, durata 24 anni, diresse 54 film e ne interpretò due. Il suo ultimo film, che risale al 1927, è King of the Jungle, un serial in 10 episodi che ha come interprete principale Elmo Lincoln; il film, un prodotto a basso costo, fu funestato dalla morte di uno degli interpreti che finì ucciso da un leone.
Webster Cullison morì a Glendale, in California, il 7 luglio 1938 a 58 anni.

## Filmografia
La filmografia - basata su IMDb - è completa.

### Regista
- The Reformation of Calliope (1913)
- Over the Cliffs (1913)
- The Governor's Veto
- The Cross in the Cacti
- The Heart of Carita - cortometraggio (1914)
- Into the Foothills
- A Tale of the Desert
- The Caballero's Way - cortometraggio (1914)
- Whom God Hath Joined - cortometraggio (1914)
- The Bar Cross Liar - cortometraggio (1914)
- The Stirrup Brother; or, The Higher Abdication - cortometraggio (1914)
- The Blunderer's Mark
- Dead Men's Tales
- The Renunciation - cortometraggio (1914)
- When Death Rode the Engine - cortometraggio (1914)
- The Dupe - cortometraggio (1914)
- The Price Paid - cortometraggio (1914)
- Bransford in Arcadia; or, The Little Eohippus
- Mesquite Pete's Fortune
- The Jackpot Club - cortometraggio (1914)
- The Aztec Treasure - cortometraggio (1914)
- Till the Sands of the Desert Grow Cold - cortometraggio (1914)
- The Man Who Came Back (1914)
- The Line Rider - cortometraggio (1914)
- The Squatter
- Smallpox on the Circle U
- The Strike at Coaldale
- The Return - cortometraggio (1914)
- At the Crucial Moment
- The Girl Stage Driver
- Within an Inch of His Life (1914)
- Romance in Bear Creek
- The Lone Game (1915)
- The Thief and the Chief
- Lure of the West
- The Answer (1915)
- The Oath of Smoky Joe
- Saved by Telephone (1915)
- Compensation
- The Long Shift
- A Soul's Tragedy
- Shadows of the Harbor
- A Country Lad
- The Little Band of Gold
- Brand Blotters
- The Unpardonable Sin (1915)
- The Fool's Heart
- The Bludgeon (1915)
- Idols
- The Eternal Challenge
- In for Thirty Days
- The Veiled Mystery
- The Fighting Stranger (1921)
- The Last Chance (1921)
- God's Gold
- Battling Bates (1923)
- King of the Jungle (1927)

### Aiuto regista
- False Evidence, regia di Edwin Carewe (1919)
- One-Thing-At-a-Time O'Day

### Attore
- The Silent Signal - cortometraggio (1912)
- Down on the Rio Grande - cortometraggio (1913)